# Ismaël Doukouré
Ismaël Landry Doukouré (Lilla, 24 luglio 2003) è un calciatore francese, difensore dello Strasburgo.

## Carriera

### Club
Cresciuto nel settore giovanile del Valenciennes, ha esordito in prima squadra il 18 agosto 2021, in occasione dell'incontro di Ligue 2 pareggiato per 1-1 contro il Pau. Il 27 novembre 2021, ha anche realizzato la sua prima rete con il Valenciennes, andando a segno nell'incontro vinto per 1-4 contro il Cite 6 nella Coppa di Francia.
Il 29 gennaio 2022 viene acquistato dallo Strasburgo, firmando un contratto quadriennale, che lo rimane al Valenciennes fino al termine della stagione. Il 27 agosto successivo ha esordito con lo Strasburgo, disputando l'incontro di Ligue 1 perso per 1-0 contro l'Auxerre.

### Nazionale
Ha giocato nelle nazionali giovanili francesi Under-19, Under-20, Under-21 ed Under-23. Nel 2021 è stato convocato dalla nazionale olimpica francese per prendere parte alle Olimpiadi di Tokyo, senza tuttavia scendere in campo.

## Statistiche

### Presenze e reti nei club
Statistiche aggiornate al 25 maggio 2025.
| Stagione            | Squadra             | Campionato          | Campionato | Campionato | Coppe nazionali | Coppe nazionali | Coppe nazionali | Coppe continentali | Coppe continentali | Coppe continentali | Altre coppe | Altre coppe | Altre coppe | Totale | Totale |
| Stagione            | Squadra             | Comp                | Pres       | Reti       | Comp            | Pres            | Reti            | Comp               | Pres               | Reti               | Comp        | Pres        | Reti        | Pres   | Reti   |
| ------------------- | ------------------- | ------------------- | ---------- | ---------- | --------------- | --------------- | --------------- | ------------------ | ------------------ | ------------------ | ----------- | ----------- | ----------- | ------ | ------ |
| 2020-2021           | Valenciennes 2      | N3                  | 1          | 0          | -               | -               | -               | -                  | -                  | -                  | -           | -           | -           | 1      | 0      |
| 2020-2021           | Valenciennes        | L2                  | 19         | 0          | CF              | 3               | 0               | -                  | -                  | -                  | -           | -           | -           | 22     | 0      |
| 2021-gen. 2022      | Valenciennes        | L2                  | 9          | 0          | CF              | 2               | 1               | -                  | -                  | -                  | -           | -           | -           | 11     | 1      |
| Totale Valenciennes | Totale Valenciennes | Totale Valenciennes | 28         | 0          |                 | 5               | 1               |                    | -                  | -                  |             | -           | -           | 33     | 1      |
| gen.-giu. 2022      | Strasburgo 2        | N3                  | 2          | 0          | -               | -               | -               | -                  | -                  | -                  | -           | -           | -           | 2      | 0      |
| gen.-giu. 2022      | Strasburgo          | L1                  | 1          | 0          | CF              | -               | -               | -                  | -                  | -                  | -           | -           | -           | 1      | 0      |
| 2022-2023           | Strasburgo          | L1                  | 28         | 1          | CF              | 1               | 0               | -                  | -                  | -                  | -           | -           | -           | 29     | 1      |
| 2023-2024           | Strasburgo          | L1                  | 22         | 0          | CF              | 2               | 0               | -                  | -                  | -                  | -           | -           | -           | 24     | 0      |
| 2024-2025           | Strasburgo          | L1                  | 31         | 1          | CF              | 1               | 0               | -                  | -                  | -                  | -           | -           | -           | 32     | 1      |
| Totale Strasburgo   | Totale Strasburgo   | Totale Strasburgo   | 82         | 2          |                 | 4               | 0               |                    | -                  | -                  |             | -           | -           | 86     | 2      |
| Totale carriera     | Totale carriera     | Totale carriera     | 113        | 2          |                 | 9               | 1               |                    | -                  | -                  |             | -           | -           | 122    | 3      |

### Cronologia presenze e reti in nazionale
| Cronologia completa delle presenze e delle reti in nazionale ― Francia Olimpica | Cronologia completa delle presenze e delle reti in nazionale ― Francia Olimpica | Cronologia completa delle presenze e delle reti in nazionale ― Francia Olimpica | Cronologia completa delle presenze e delle reti in nazionale ― Francia Olimpica | Cronologia completa delle presenze e delle reti in nazionale ― Francia Olimpica | Cronologia completa delle presenze e delle reti in nazionale ― Francia Olimpica | Cronologia completa delle presenze e delle reti in nazionale ― Francia Olimpica | Cronologia completa delle presenze e delle reti in nazionale ― Francia Olimpica |
| Data                                                                            | Città                                                                           | In casa                                                                         | Risultato                                                                       | Ospiti                                                                          | Competizione                                                                    | Reti                                                                            | Note                                                                            |
| ------------------------------------------------------------------------------- | ------------------------------------------------------------------------------- | ------------------------------------------------------------------------------- | ------------------------------------------------------------------------------- | ------------------------------------------------------------------------------- | ------------------------------------------------------------------------------- | ------------------------------------------------------------------------------- | ------------------------------------------------------------------------------- |
| 16-7-2021                                                                       | Seul                                                                            | Corea del Sud olimpica                                                          | 1 – 2                                                                           | Francia olimpica                                                                | Amichevole                                                                      | -                                                                               | 79’                                                                             |
| Totale                                                                          |                                                                                 | Presenze                                                                        | 1                                                                               |                                                                                 | Reti                                                                            | 0                                                                               |                                                                                 |

| Cronologia completa delle presenze e delle reti in nazionale ― Francia under 21 | Cronologia completa delle presenze e delle reti in nazionale ― Francia under 21 | Cronologia completa delle presenze e delle reti in nazionale ― Francia under 21 | Cronologia completa delle presenze e delle reti in nazionale ― Francia under 21 | Cronologia completa delle presenze e delle reti in nazionale ― Francia under 21 | Cronologia completa delle presenze e delle reti in nazionale ― Francia under 21 | Cronologia completa delle presenze e delle reti in nazionale ― Francia under 21 | Cronologia completa delle presenze e delle reti in nazionale ― Francia under 21 |
| Data                                                                            | Città                                                                           | In casa                                                                         | Risultato                                                                       | Ospiti                                                                          | Competizione                                                                    | Reti                                                                            | Note                                                                            |
| ------------------------------------------------------------------------------- | ------------------------------------------------------------------------------- | ------------------------------------------------------------------------------- | ------------------------------------------------------------------------------- | ------------------------------------------------------------------------------- | ------------------------------------------------------------------------------- | ------------------------------------------------------------------------------- | ------------------------------------------------------------------------------- |
| 28-3-2023                                                                       | Grenoble                                                                        | Francia under 21                                                                | 0 – 0                                                                           | Spagna under 21                                                                 | Amichevole                                                                      | -                                                                               | 63’                                                                             |
| 17-11-2023                                                                      | Ried im Innkreis                                                                | Austria under 21                                                                | 2 – 0                                                                           | Francia under 21                                                                | Qual. Europeo Under-21 2025                                                     | -                                                                               | 64’                                                                             |
| 20-11-2023                                                                      | Le Havre                                                                        | Francia under 21                                                                | 0 – 3                                                                           | Corea del Sud under 22                                                          | Amichevole                                                                      | -                                                                               | 71’                                                                             |
| 10-9-2024                                                                       | Le Mans                                                                         | Francia under 21                                                                | 2 – 0                                                                           | Bosnia ed Erzegovina under 21                                                   | Qual. Europeo Under-21 2025                                                     | -                                                                               | 77’                                                                             |
| 11-10-2024                                                                      | Achna                                                                           | Cipro under 21                                                                  | 0 – 3                                                                           | Francia under 21                                                                | Qual. Europeo Under-21 2025                                                     | -                                                                               |                                                                                 |
| 15-11-2024                                                                      | Empoli                                                                          | Italia under 21                                                                 | 2 – 2                                                                           | Francia under 21                                                                | Amichevole                                                                      | -                                                                               | 85’                                                                             |
| 19-11-2024                                                                      | Valenciennes                                                                    | Francia under 21                                                                | 2 – 2                                                                           | Germania under 21                                                               | Amichevole                                                                      | -                                                                               | 26’                                                                             |
| 21-3-2025                                                                       | Lorient                                                                         | Francia under 21                                                                | 5 – 3                                                                           | Inghilterra under 21                                                            | Amichevole                                                                      | -                                                                               | 90+2’                                                                           |
| 4-6-2025                                                                        | Orléans                                                                         | Francia under 21                                                                | 2 – 1                                                                           | Uzbekistan under 21                                                             | Amichevole                                                                      | -                                                                               |                                                                                 |
| 11-6-2025                                                                       | Trenčín                                                                         | Portogallo under 21                                                             | 0 – 0                                                                           | Francia under 21                                                                | Europeo Under-21 2025 - 1º turno                                                | -                                                                               | 58’ 88’                                                                         |
| 14-6-2025                                                                       | Žilina                                                                          | Francia under 21                                                                | 3 – 2                                                                           | Georgia under 21                                                                | Europeo Under-21 2025 - 1º turno                                                | -                                                                               |                                                                                 |
| 22-6-2025                                                                       | Prešov                                                                          | Danimarca under 21                                                              | 2 – 3                                                                           | Francia under 21                                                                | Europeo Under-21 2025 - Quarti di finale                                        | -                                                                               |                                                                                 |
| 25-6-2025                                                                       | Košice                                                                          | Germania under 21                                                               | 3 – 0                                                                           | Francia under 21                                                                | Europeo Under-21 2025 - Semifinale                                              | -                                                                               | 33’ 74’                                                                         |
| Totale                                                                          |                                                                                 | Presenze                                                                        | 13                                                                              |                                                                                 | Reti                                                                            | 0                                                                               |                                                                                 |